# Morti nel 1069
| Questa pagina contiene informazioni ricavate automaticamente dalle voci biografiche con l'ausilio del template Bio e di un bot. L'aggiornamento è periodico e automatico e ricostruisce completamente la pagina. Se manca una persona in questa lista, sei pregato di non aggiungerla, ma accertati piuttosto che la sua voce biografica contenga il template Bio e che i dati anagrafici siano correttamente compilati. Se il template Bio manca, inseriscilo tu stesso o, in alternativa, metti l'avviso {{tmp\|Bio}} che ne segnala la mancanza. Se i dati riportati sono sbagliati, correggi direttamente la voce biografica; le modifiche saranno visibili in questa lista entro pochi giorni. Per chiarimenti vedi il progetto biografie. La lista contiene solo le 11 persone che sono citate nell'enciclopedia e per le quali è stato implementato correttamente il template Bio. Pagina aggiornata al 10 feb 2025. |

- 28 gennaio - Robert de Comines, nobile anglosassone
- 28 marzo - Abbad II al-Mu'tadid, sovrano arabo (n. 1016)
- 28 aprile - Magnus II di Norvegia, re norvegese
- 11 settembre - Ealdred di York, abate e arcivescovo inglese
- 30 dicembre - Goffredo il Barbuto, nobile
- Dedi II di Lusazia, nobile tedesco
- Edmondo del Wessex, nobile inglese
- Giovanni II di Amalfi, duca italiano
- Oria di San Millán, religiosa spagnola (n. 1042)
- Gytha Thorkelsdóttir, nobile danese
- Tilopa, indiano (n. 988)